# Drapeau de la république socialiste fédérative soviétique de Transcaucasie
Le drapeau de la république socialiste fédérative soviétique de Transcaucasie est le drapeau qui a été adopté par cette république durant son existence, de 1922 à 1936.

## Dessin
Le drapeau de la république socialiste fédérative soviétique de Transcaucasie est un drapeau rouge, de proportions 1:2, de façon similaire au drapeau de l'URSS et ceux des autres républiques socialistes soviétiques. Dans le coin supérieur, du côté de la hampe, il comporte une étoile rouge liserée d'or, pointe vers le bas. Sous l'étoile, en demi-cercle, les caractères cyrilliques « ЗСФСР » en or, initiales de Закавказская Советская Федеративная Социалистическая Республика, le nom de la république socialiste fédérative soviétique de Transcaucasie en russe.
Certaines reconstructions ultérieures à la fin de la RSFS de Transcaucasie ajoutent une faucille et marteau dans l'étoile rouge ; cette caractéristique ne semble toutefois pas avoir été mentionnée dans la constitution de la république, qui définit explicitement le drapeau.

## Historique
La république socialiste fédérative soviétique de Transcaucasie était une république socialiste soviétique, membre de l'URSS, formée en 1922 par l'union de la Géorgie, de l'Arménie et de l'Azerbaïdjan. En 1936, elle est dissoute, ses trois républiques constitutives reprenant leur autonomie au sein de l'URSS.
Le premier drapeau de la république, en 1922, pourrait être un drapeau rouge comportant simplement les initiales de la république. Un billet de banque de la même époque représente un bâtiment, peut-être le parlement de Géorgie, sur lequel flotte un drapeau avec en son centre une étoile à cinq branches.
La constitution de la RSFS de Transcaucasie, adoptée le 13 décembre 1922, ne mentionne pas le drapeau. Celui-ci est introduit dans la loi en 1923 : un drapeau rouge comportant une étoile rouge lisérée d'or et les initiales de la république. En 1925, à la suite de la réécriture de la constitution, le drapeau y est explicitement décrit ; les proportions 1:2 y sont également spécifiées.
La RSFS de Transcaucasie est dissoute le 5 décembre 1936. Son drapeau disparait avec elle : les RSS d'Arménie, Azerbaïdjan et Géorgie possèdent chacune leur propre drapeau.

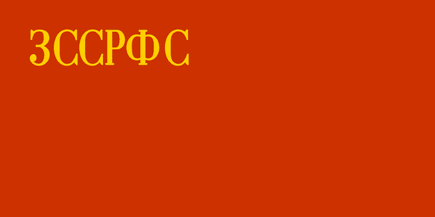
Possible drapeau de la RSFS de Transcaucasie en 1922, avant l'adoption du drapeau ultérieur
Variante du drapeau avec une faucille et marteau dans l'étoile rouge